# علم آثار ما بعد العصور الوسطى
علم آثار بعد العصور الوسطى هو مصطلح يُستخدم في أوروبا لوصف دراسة الماضي المادي على مدى الـ 500 سنة الماضية. يُشار إلى هذا المجال أيضًا باسم علم الآثار التاريخي، وهو مصطلح نشأ في أمريكا الشمالية وشائع في البلدان التي تأثرت بالاستعمار الأوروبي. يرتبط هذا المجال ارتباطًا وثيقًا بعلم الآثار الصناعي وعلم الآثار المعاصر. وجد العديد من العلماء صلة بين علم آثار بعد العصور الوسطى وعلم الآثار المعاصر، خاصة في كيفية رؤية العلماء لدراساتهم الأثرية وتطبيقها في سياقاتهم الحالية. من المهم دراسة كلا المجالين، حيث يمكن أن تستفيد دراسة الآثار بعد العصور الوسطى والمعاصرة من تطبيق الدراسات على الفترات الأحدث مع تقدم الزمن.
في البداية، لم يمتد علم آثار بعد العصور الوسطى في دراساته إلى ما بعد منتصف القرن الثامن عشر، ولكن نتيجة للنقد اللاحق داخل المجال، تم التخلي عن هذا التاريخ المحدد، وأصبحت جمعية علم آثار بعد العصور الوسطى، وهي الجمعية المهنية الرائدة في أوروبا لهذه الفترة، تعتبر "علم الآثار للعالم بعد العصور الوسطى حتى يومنا هذا وما بعده" جزءًا من اختصاصها.
بدأ ظهور علم آثار بعد العصور الوسطى في النصف الثاني من القرن العشرين من خلال استكشاف الثقافات الأوروبية الأساسية مثل ألمانيا وفرنسا ومنطقة البحر الأبيض المتوسط والدول الإسكندنافية. تم ذلك بعد الحرب العالمية الثانية، حيث كان التركيز الأثري في المقام الأول على الدول الأغنى في أوروبا مثل المجر وتشيكوسلوفاكيا وبولندا. منذ ذلك الحين، ظهر اهتمام متزايد بدراسة علم آثار بعد العصور الوسطى الذي توسع مع توسع الوصول إلى التعليم والدراسات التعليمية المختلفة. أسهم هذا الاهتمام في توسيع مجال الدراسة الأثرية وإتاحة فرص دراسة أعمق في هذا المجال.
كان التاريخ التقليدي لبداية فترة ما بعد العصور الوسطى في بريطانيا هو عام 1485 عندما تولت أسرة تيودور العرش بعد معركة بوسورث. في الواقع، غالبًا ما تُمدد فترة العصور الوسطى لتشمل عهد ملوك تيودور، ولا تكون الحدود بين الفترتين دقيقة. كما هو الحال مع جميع المحاولات لتقسيم السجل الأثري إلى فترات دقيقة، فإن الجهود لفرض تاريخ محدد للانتقال بين الفترات محكوم عليها بأن تكون محل نقاش بسبب الاكتشافات الحالية والجديدة. مع تزايد الرغبة في معرفة المزيد عن علم آثار بعد العصور الوسطى في أوروبا، هناك أيضًا رغبة في استكشاف هذا المجال في جميع أنحاء العالم. يأمل علماء الآثار والمؤرخون في توسيع دراسة علم آثار بعد العصور الوسطى لفهم أفضل لطريقة الحياة بعد الفترة الوسطى.
نظرًا للسجل التاريخي القوي نسبيًا الذي يمتد جنبًا إلى جنب مع السجل الأثري، فإن علم آثار بعد العصور الوسطى يتمتع بموقع قوي لدراسة آثار التغيرات الاجتماعية والسياسية المعروفة. يجذب هذا المجال الباحثين في مجالات مثل علم الأنساب وكذلك طلاب التاريخ الاجتماعي.
تشمل المواقع الأثرية بعد العصور الوسطى قصر نونسوتش في ساري، ومسرح روز في لندن، وحصن أمهرست في تشاتام.

## التاريخ

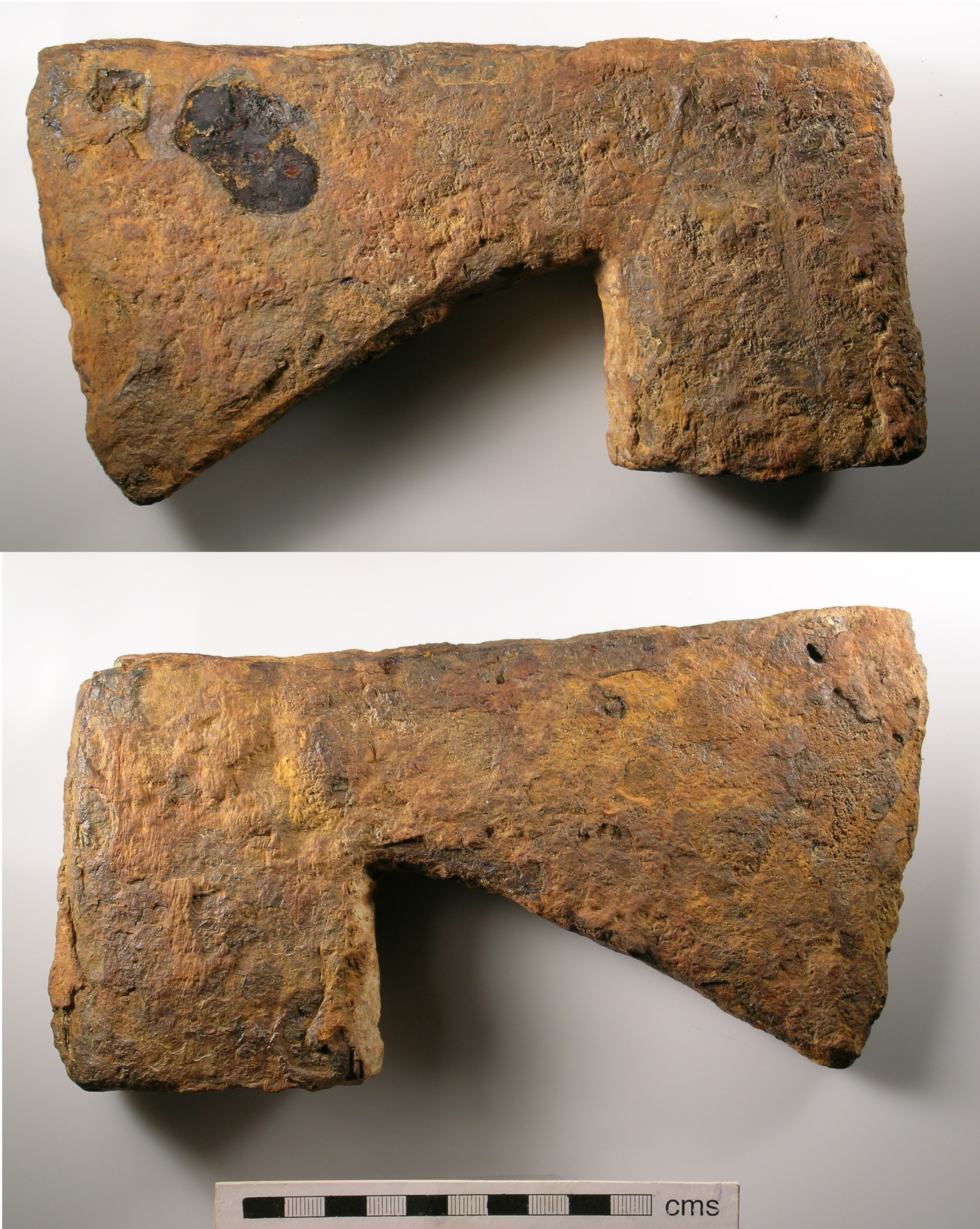
ما بعد العصور الوسطى، الفأس (FindID 153446)

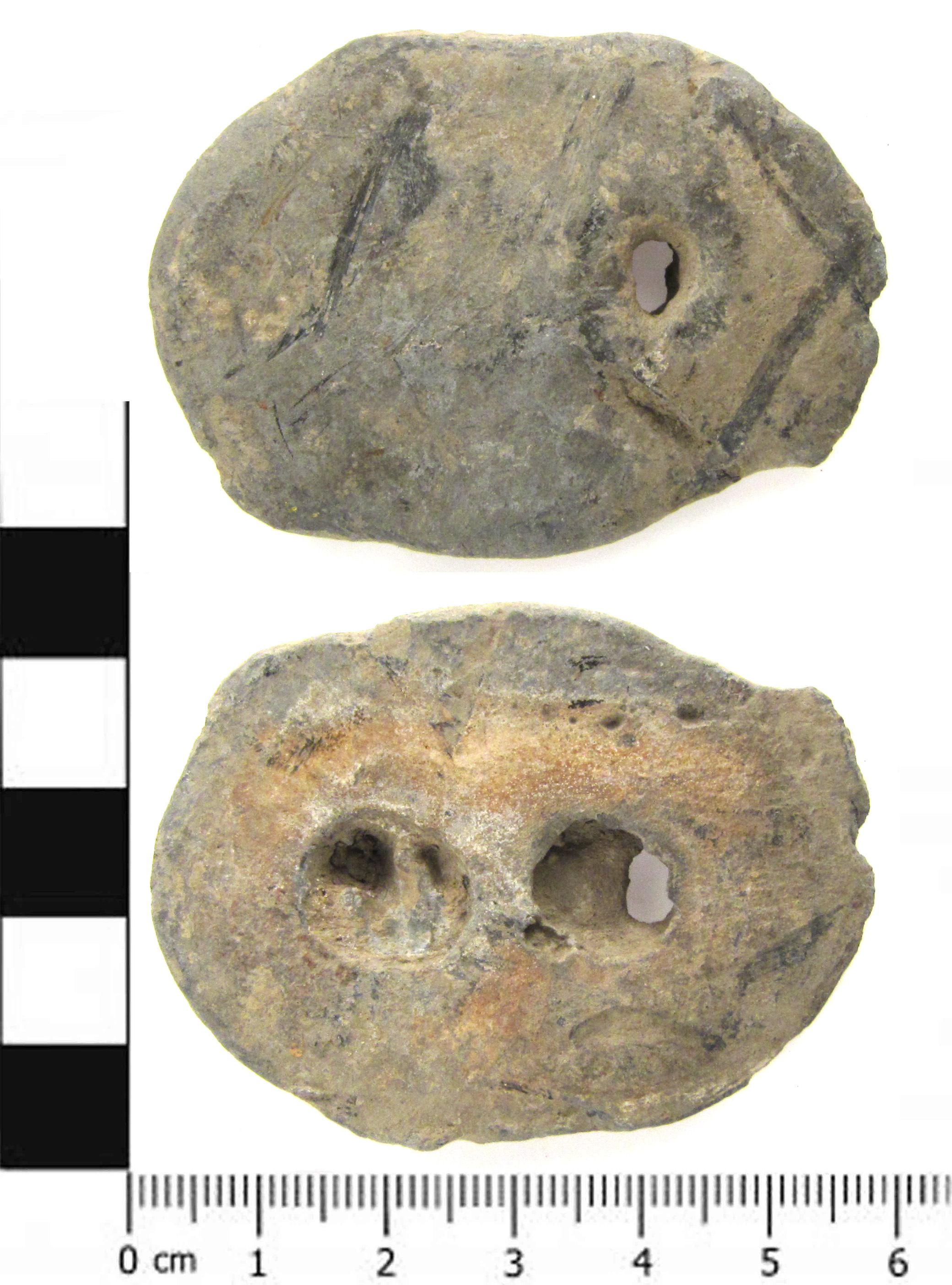
قطعة أثرية من العصور الوسطى أو الحديثة، ربما حارس راحة اليد (FindID 440571)

تم التعرف على ظهور علم آثار ما بعد العصور الوسطى لأول مرة في السبعينيات في أوروبا. قبل ذلك لم تكن هناك دراسات محددة مرتبطة بهذا المصطلح الأثري. وبالنظر إلى ما قبل الحرب العالمية الثانية، لم يتم استخدام علم الآثار لدراسة تاريخ أوروبا والمصنوعات اليدوية. كان ظهور مصطلح علم آثار ما بعد العصور الوسطى حاسمًا في الكشف عن أجزاء من أوروبا التي لم تحظ بالاعتراف الكامل وفي توسيع قصة هذه الدول الأوروبية. كما أنها كانت حاسمة في توسيع نطاق المعرفة بأوروبا، الأمر الذي من شأنه أن يفيد فرص السياحة. في يومنا هذا، لا يزال استكشاف آثار ما بعد العصور الوسطى مستمرًا. هناك توسع في الطريقة التي يشارك بها علماء الآثار في الممارسات المختلفة لعلم الآثار وكيفية الوصول إلى دراسة علم الآثار. بالنسبة للمستقبل تعد دراسة علم آثار ما بعد العصور الوسطى ممارسة مستمرة يسعى علماء الآثار جاهدين للكشف عنها والتواصل مع الدراسات الأثرية المختلفة. خلال بدايات دراسة علم آثار ما بعد العصور الوسطى، كانت هناك مشكلة تتعلق بكيفية تعريف الموضوع، حتى أنه أصبح مصطلحًا تم عزله في بعض البيئات الأوروبية. ويرجع ذلك إلى كيفية النظر إلى دراسة علم آثار ما بعد العصور الوسطى كمصطلح شامل في كيفية تغطيته لفترات مختلفة من التاريخ. ومع ذلك، من المهم التعرف على الموضوع في دراسة آثار ما بعد العصور الوسطى والتساؤل عن كيفية عرض علم آثار ما بعد العصور الوسطى بشكل عام. طوال دراسة علم آثار ما بعد العصور الوسطى قيل أنه يمكن ممارسته دون مصادر مكتوبة، وأنه يعمل في المقام الأول على المصنوعات اليدوية الكبرى. تمامًا مثل دراسة التاريخ يمكن لعلم آثار ما بعد العصور الوسطى الاستفادة من استخدام المصادر المكتوبة. بالإضافة إلى ذلك، فإن دراسة علم آثار ما بعد العصور الوسطى تتجاوز مجرد دراسة المصنوعات اليدوية. من المفيد دراسة دور الدين والجوانب الأخرى التي تفيد علماء الآثار في اكتساب فهم أفضل لطريقة العيش. وفي كتاب بعنوان "علم آثار دين ما بعد العصور الوسطى"، يسعى الكتاب جاهداً لفهم دين ما بعد العصور الوسطى وهو ما يمكن أن يفيد في دراسة عوامل أخرى لحياة ما بعد العصور الوسطى مثل دور الجنس والجوانب الثقافية الأخرى. يمكن أن تُنسب غالبية المقالات البحثية حول هذه الدراسة لعلم الآثار إلى جمعية علم آثار ما بعد العصور الوسطى. يرى جانب آخر من علم آثار ما بعد العصور الوسطى أن هناك تركيزًا على منظور جديد في المناهج الأثرية. ويرجع ذلك إلى كيفية تأثير المناقشات المحيطة بالمسائل الأثرية المعاصرة على تقدير أفضل للماضي وبالتالي التأثير على البحث الأثري.

## جمعية علم الآثار ما بعد العصور الوسطى
جمعية علم آثار ما بعد العصور الوسطى هي جمعية رائدة مستمرة فيما يتعلق بدراسة علم الآثار التاريخي في فترة ما بعد العصور الوسطى. إنه مجتمع نشأ من مجموعة أبحاث السيراميك في فترة ما بعد العصور الوسطى، والتي تأسست في الستينيات.

## علم آثار ما بعد العصور الوسطى في الثقافات المختلفة
تم استخدام دراسة علم آثار ما بعد العصور الوسطى في البداية لدراسة الثقافات الأوروبية بعد فترة العصور الوسطى. في حين أن علم آثار ما بعد العصور الوسطى له حضور قوي في التعرف على علم الآثار في أوروبا، إلا أن هناك رغبة في التعمق في التعرف على علم الآثار في أجزاء أخرى من العالم.